# Pop Smoke
Bashar Barakah Jackson (n. 20 iulie 1999, New York City, New York, SUA – d. 19 februarie 2020, Hollywood Hills, California, SUA), cunoscut profesional ca Pop Smoke, a fost un rapper, cântăreț și compozitor american. El a fost considerat de mulți ca fiind chipul drillului din Brooklyn. Născut și crescut în Canarsie, Brooklyn, Pop Smoke și-a început cariera muzicală în 2018. A colaborat adesea cu artiști și producători de drill din Marea Britanie, care au folosit instrumente mai minime și mai agresive decât artiștii de drill din Chicago.Pop Smoke a devenit faimos odată cu lansarea single-ului său „Welcome to the Party” în aprilie 2019.
După creșterea faimei, Pop Smoke a semnat un contract de înregistrare cu Victor Victor Worldwide și Republic Records și și-a lansat mixtape-ul de debut Meet the Woo (2019). Al doilea single al mixtape-ului, „Dior”, produs de 808Melo, a ajuns pe locul 22 pe Billboard Hot 100. Al doilea său mixtape, Meet the Woo 2 (2020), a debutat pe locul 7 pe Billboard 200. La două săptămâni după lansarea proiectului, Pop Smoke a fost împușcat mortal într-o invazie a casei sale din Los Angeles. Primul său album de studio, Shoot for the Stars, Aim for the Moon, a fost lansat postum în iulie 2020 și a debutat pe primul loc pe Billboard 200, cu toate cele 19 piese din album în topul Billboard Hot 100.

## Biografie
Bashar Barakah Jackson s-a născut la 20 iulie 1999, în Brooklyn, New York, dintr-o mamă jamaicană și tată panamez. Și-a petrecut copilăria în secțiunea Canarsie din Brooklyn. Pop Smoke a fost expulzat din clasa a VIII-a pentru că a adus o armă la școală și a petrecut doi ani în arest la domiciliu după ce a fost acuzat de posesie de arme. Când avea 15 ani, a câștigat o bursă de baschet la Rocktop Academy, o școală pregătitoare din Philadelphia, dar a fost forțat să plece după ce a fost diagnosticat cu un murmur cardiac.

## Cariera
Și-a început cariera muzicală în 2018, în timp ce stătea în jurul altor artiști de înregistrare, cum ar fi Jay Gwuapo, în timpul sesiunilor lor de studio, remixând inițial melodii populare în scena muzicală din New York City, înainte de a începe să creeze muzică originală. Într-un interviu Genius, el a afirmat că numele artistului său, Pop Smoke, este o combinație între Poppa (o poreclă dată de bunica sa din Panama) și Smoke (parte dintr-o poreclă dată de prietenii din copilărie).
Pe 19 decembrie 2018, Pop Smoke și-a lansat single-ul de debut, „MPR”. Acest lucru l-a câștigat "buzz" în zona Brooklyn. Pe 28 ianuarie 2019, a lansat „Flexing”, care a primit peste o sută de mii de vizualizări pe YouTube într-o zi. Între timp, Pop Smoke s-a împrietenit cu producătorul Rico Beats, care îl cunoștea pe executivul discografic Steven Victor. Cei trei au organizat un interviu, iar în aprilie 2019, Pop Smoke a dezvăluit că a semnat cu Victor Victor Worldwide, o filială a Universal Music. Pe 23 aprilie 2019, Pop Smoke și-a lansat single-ul "Welcome to the Party", single-ul principal al mixtape-ului său de debut, Meet the Woo (2019), produs de 808Melo. Piesa a fost ulterior remixată de două ori, una cu Nicki Minaj și celălalt cu Skepta, pe 16 august 2019. Melodia a fost remarcată pentru utilizarea sa de producție de UK drill, văzută ulterior în mod obișnuit pe tot parcursul discografiei sale. Acest lucru s-a datorat colaborărilor frecvente cu producătorul britanic de UK drill 808Melo.Alte melodii cunoscute ale sale includ: "Mpr", "Flexin '" și "Dior". După creșterea popularității piesei„Welcome to the Party”, el a colaborat cu alți artiști populari la single-uri precum: „War” cu Lil Tjay și „100k on a Coupe” cu Calboy. În decembrie 2019, a colaborat la „Gatti” cu Travis Scott, acreditând și casa de discuri a acestuia din urmă Cactus Jack Records drept JackBoys. Piesa este ultima piesă de pe albumul de compilație al lui Scott și al etichetei sale, JackBoys.
În februarie 2020, Pop Smoke a lansat al doilea sau mixtape Meet the Woo 2 cu piese de la Quavo, A Boogie wit da Hoodie, Fivio Foreign și Lil Tjay. În cinci zile de la lansare, a fost lansată o ediție de lux cu trei piese noi, fiecare cu o apariție invitată, formată din Nav, Gunna și PnB Rock. La 16 aprilie 2020, a fost anunțat că se află în lucru un documentar despre viața lui Pop Smoke.
Pe 14 mai 2020, managerul lui Pop Smoke, Steven Victor, a anunțat că albumul de studio de debut al lui Pop Smoke va fi lansat postum pe 12 iunie 2020. Rapperul american 50 Cent l-a lăudat pe rapperul decedat și și-a exprimat interesul pentru finalizarea albumului, cu posibile colaborări de la Roddy Ricch, Drake și Chris Brown, în timp ce promiteau, de asemenea, să o aducă pe mama lui Pop Smoke la un spectacol de premii. Albumul va fi cunoscut sub numele de Shoot for the Stars, Aim for the Moon. Acesta a fost inițial stabilit pentru lansare pe 12 iunie 2020, dar a fost respins din respect pentru protestele lui George Floyd. În schimb, la data de lansare originală a albumului, a fost lansat single-ul principal, „Make It Rain”, cu rapperul american Rowdy Rebel. Versetul lui Rebel a fost înregistrat printr-un apel colectiv, de când a fost încarcerat la acea vreme, și a fost lansat pe 3 iulie 2020, pentru succes comercial, ajungând pe locul 1 în mai multe țări, inclusiv pe SUA Billboard 200, întregul album fiind de asemenea afișat pe Billboard Hot 100, condus de single-urile „The Woo” și „For the Night”. Pe 20 iulie 2020, la ceea ce ar fi fost cea de-a 21-a aniversare a lui Smoke, a fost lansată o ediție de lux a albumului.
Pe 11 august 2020, XXL a dezvăluit că Pop Smoke a fost ales ca primul artist pentru clasa Freshman din 2020, pe care a acceptat-o. Deși în cele din urmă nu a fost inclus în clasă, revista a inclus un interviu din ianuarie 2020 cu Pop Smoke și a spus că, în ciuda morții sale, el face încă parte din clasă.

## Probleme legale
La 17 ianuarie 2020, după întoarcerea de la Paris Fashion Week, Pop Smoke a fost arestat de autoritățile federale pe Aeroportul Internațional John F. Kennedy și acuzat de transportul unui vehicul furat de-a lungul liniilor de stat. Vehiculul era un Rolls-Royce Wraith, evaluat la 375.000 de dolari, al cărui proprietar a raportat că a fost furat după ce Pop Smoke l-ar fi împrumutat în California pentru o filmare video cu condiția să fie returnat a doua zi. Anchetatorii au crezut că a aranjat ca mașina să fie transportată pe un camion platformă la New York. El a postat o fotografie cu el în fața mașinii furate pe Instagram și Facebook. Mașina a fost recuperată de autorități la casa mamei lui Pop Smoke, în secțiunea Canarsie din Brooklyn. Pop Smoke a pledat nevinovat și a fost eliberat cu o garanție de 250.000 de dolari în aceeași zi.

## Moartea
Pop Smoke a murit pe 19 februarie 2020, după ce a fost împușcat de două ori în timpul unei invazii la Hollywood Hills, California. Potrivit autorităților, patru bărbați cu glugă au intrat în casă la 4:30 dimineața, pe 19 februarie; unul dintre ei purta o mască de schi și purta o armă. Poliția a primit știri despre invazia casei printr-un apel de pe Coasta de Est. Poliția a ajuns la domiciliu șase minute mai târziu și l-a găsit pe Pop Smoke cu mai multe răni prin împușcare. A fost dus la Centrul Medical Cedars-Sinai, unde a fost declarat mort. Pe 21 februarie, Departamentul de medici legiști din Los Angeles, a dezvăluit cauza morții lui Pop Smoke, fiind o împușcătură în piept.
Pop Smoke a fost înmormântat la cimitirul Green-Wood din Brooklyn. La 10 iulie, cinci bărbați au fost arestați în legătură cu această crimă. Patru au fost acuzați de crimă: Corey Walker, 19 ani, Keandre Rodgers, 18 ani, și doi adolescenți, în vârstă de 17 și 15. Întrucât crima a fost comisă în timpul unui jaf, adulții sunt eligibili pentru pedeapsa cu moartea. A cincea persoană, Jaquan Murphy, în vârstă de 21 de ani, a fost acuzată de tentativă de crimă.

## Moștenire
Un popular exponent de peste mări al sunetului britanic din Marea Britanie, popularitatea lui Pop Smoke în New York a fost de așa natură încât melodiile sale au fost redate mai mult decât unele hit-uri Billboard numărul 1 pe tot parcursul anului 2019.Modul în care a amestecat sunetele dure definitorii ale drillului cu versuri care țin de un stil de viață luxuriant hedonist, asemănător cu cele popularizate în sunetul trapului american, i-a făcut pe mulți să creadă că își reprezenta orașul mai bine decât contemporanii săi; „a cucerit rappul din New York și a oferit orașului un fel de stea gata și potențial definitorie pe care nu o mai văzuse de ani de zile”, a spus Danny Schwartz de la The Ringer.
Etica sa de muncă a fost lăudată pe scară largă de colegii săi din industria muzicală. Producătorul executiv al albumului său postum 50 Cent a dezvăluit că întotdeauna „scria ceea ce el a spus” pe telefonul său, în timp ce Quavo a adăugat că „simțea că [el] vorbește cu cineva care a fost deja în joc de trei ani” .Datorită dorinței sale puternice de a părăsi vechiul său stil de viață, el i-a motivat pe tinerii din cartierul său să se îndepărteze de pe străzi. Producătorul Rico Beats a explicat că a început „să le spună copiilor, să nu meargă pe calea străzilor”, dorind să „fie o persoană mai bună”.La câteva luni după moartea sa, familia sa a anunțat crearea Shoot for the Stars, o fundație lansată de Pop Smoke care are ca scop ajutarea și inspirația tinerilor din interiorul orașului cu o platformă care ajută la atingerea obiectivelor în mijlocul trăirii și creșterii în circumstanțe dificile.
După moartea sa, au fost create mai multe picturi murale ale sale în Canarsie. La înmormântarea sa a participat o mulțime estimată la peste o mie de oameni. Deși versurile sale nu se luptă în general cu brutalitatea poliției sau cu rasismul, cântecele sale au fost folosite în mod popular în timpul protestelor lui George Floyd din New York City ca simbol al rezistenței